# Fiat 128 Rally
La Fiat 128 rally è un'automobile sportiva, derivata dall'omonima berlina, costruita dalla casa automobilistica italiana FIAT tra il 1971 e il 1974.

## Il contesto
Già nella fase di realizzazione prototipale del modello 128 Coupé, la dirigenza FIAT intuì che le caratteristiche realmente sportive della nuova vettura avrebbero posto qualche difficoltà nel contrastare le nuove "sportive di famiglia" proposte dai concorrenti europei che offrivano interpretazioni di aspetto corsaiolo, ma dotate di struttura votata alla guida tranquilla e comfort da berlina.

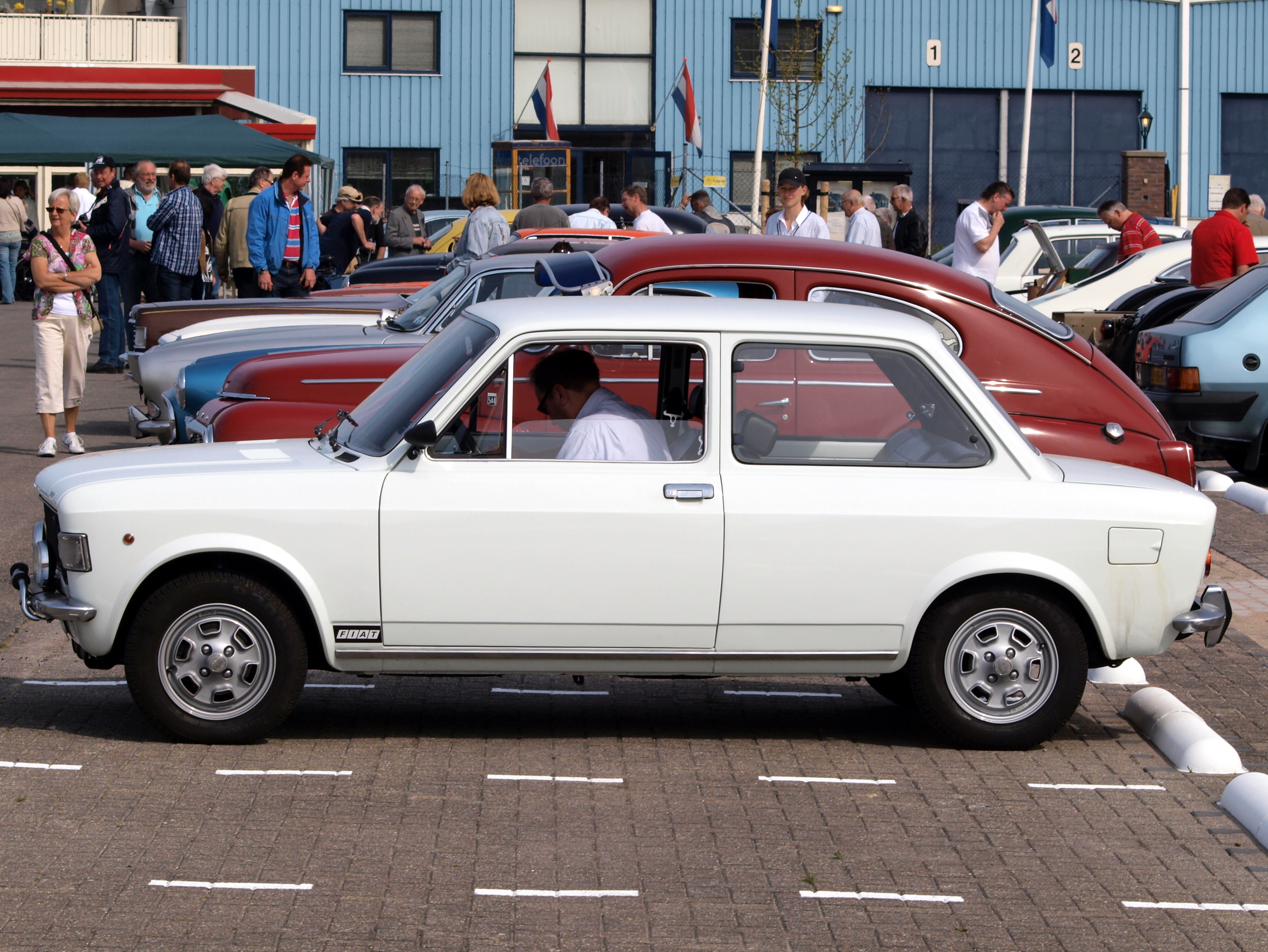
Vista laterale

Allo scopo di non lasciare scoperta quella fetta di mercato che la nuova coupé non sarebbe riuscita a soddisfare, venne presa la decisione di affiancarle una versione speciale della berlina, con maggiori caratteristiche sportive.
Questa soluzione consentiva di collaudare compiutamente motorizzazioni di maggiore potenza, previste per la seconda serie della 128, la cui sperimentazione era iniziata negli ultimi mesi del 1969. Inoltre, avrebbe contribuito a bilanciare il grosso divario produttivo tra le scocche della versione a quattro porte e quelle della versione a due porte, poco gradita dal mercato nazionale.

## La vettura
La Fiat 128 Rally venne presentata al Salone di Ginevra nel marzo 1971 e, nonostante il ruolo di prodotto surrogato e provvisorio che le era stato assegnato, ottenne un lusinghiero successo di vendite, anche in funzione del prezzo abbordabile e delle buone prestazioni.
Le differenze sostanziali della Rally, rispetto alla 128 berlina da cui deriva, sono veramente poche. Fatta eccezione per il motore e per l'adozione del servofreno, le migliorie più evidenti riguardano i gruppi ottici, le modanature esterne e il corposo rifacimento degli interni, dotato di sedili avvolgenti e reclinabili con poggiatesta regolabili, finestrini posteriori apribili a compasso, nuovi rivestimenti, satellite centrale portaoggetti sul pianale. Il cruscotto, identico a quello della berlina, era impreziosito con un strumentazione resa più completa dall'aggiunta del contagiri, del manometro olio e del termometro acqua. È presente un volante a due razze forate, di diametro ridotto con corona rivestita in pelle. Anche la pedaliera è ristudiata, con pedale dell’acceleratore modificato per agevolare il punta tacco.
L'esterno è reso più aggressivo da strisce adesive laterali, dal paraurti anteriore che funge da supporto alla fanaleria suppletiva "tipo rally", da quattro gruppi ottici circolari al posteriore (invero ereditati dalla 850 Coupé) e dalla possibilità di ottenere i cerchi in lega.
Alla fine del 1972 venne presentato un lieve restyling che interessava alcuni dettagli degli interni e degli esterni: internamente furono proposte nuove sellerie optional che prevedevano la parte centrale del sedile in panno di colore rosso od ocra (in funzione del colore esterno) con i fianchi sempre in finta pelle nera, inoltre sparirono gli anelli cromati montati intorno alla strumentazione supplementare; esternamente sul tubolare del paraurti anteriore veniva installata una guarnizione di colore nero così come sul contorno delle targhette "rally" montate sul cofano anteriore e sul coperchio del bagagliaio posteriore; anche le maniglie esterne subivano un lieve ritocco prevedendo la parte mobile di colore nero e infine sul paraurti posteriore spariscono i rostri in favore di una guarnizione in gomma nera che corre lungo tutto lo spigolo esterno.
Le prestazioni, pur non discostandosi esageratamente dal modello di derivazione, subirono un discreto incremento a fronte d'un contenuto aumento dei consumi di carburante. La meccanica della "128", appena nominata auto dell'anno, in quel momento rappresentava l'eccellenza tecnica e prestazionale della propria categoria e mostrava le sue potenzialità di evoluzione e sviluppo.
La Fiat 128 Rally venne posta in vendita al prezzo di 1.220.000 lire franco filiale (14% in più del modello base), con una limitata scelta di accessori opzionali, comprendente l'antifurto (lire 7.000), i vetri atermici con lunotto termico (21.000 lire), le cinture di sicurezza anteriori (10.000 lire), il parabrezza con antenna radio incorporata (15.000 lire) e le ruote in lega di magnesio (50.000 lire).
La gamma dei colori è composta dal bianco, rosso-arancio, grigio artico e giallo, nessuno dei quali metallizzato, con interni in similpelle di colore nero, in alternativa a similpelle e panno rosso od ocra nella fascia centrale dei sedili.